# Flavina walkeri
Flavina walkeri är en insektsart som först beskrevs av Victor Antoine Signoret 1861.  Flavina walkeri ingår i släktet Flavina och familjen sköldstritar. Inga underarter finns listade i Catalogue of Life.